# 中村不二男

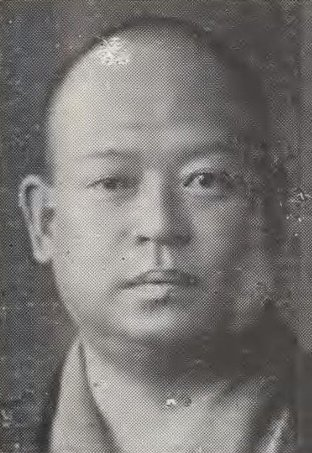
中村不二男

中村 不二男（なかむら ふじお、1891年（明治24年）2月10日 - 1941年（昭和16年）5月9日）は、日本の衆議院議員（立憲民政党）。ジャーナリスト。

## 経歴
長崎県西彼杵郡長浦村（現在の長崎市）出身。1909年（明治42年）、長崎県立長崎中学校を卒業。長崎日日新聞記者となり、後に取締役に就任した。また長崎県会議員に2回選ばれた。
1932年（昭和7年）、第18回衆議院議員総選挙に出馬し、当選。第19回、第20回でも再選を果たした。
その他に長崎女子商業学校（現在の長崎女子商業高等学校）校主を務めた。